# العلاقات السلوفينية الناوروية
العلاقات السلوفينية الناوروية هي العلاقات الثنائية التي تجمع بين سلوفينيا وناورو.

## مقارنة بين البلدين
هذه مقارنة عامة ومرجعية للدولتين:
| وجه المقارنة                                              | سلوفينيا                                                      | ناورو                          |
| --------------------------------------------------------- | ------------------------------------------------------------- | ------------------------------ |
| المساحة (كم2)                                             | 20.27 ألف                                                     | 21                             |
| عدد السكان (نسمة)                                         | 2.07 مليون                                                    | 10.08 ألف                      |
| الكثافة السكانية (ن./كم²)                                 | 102.12                                                        | 48.00 ألف                      |
| العاصمة                                                   | ليوبليانا                                                     | ضاحية يارين                    |
| اللغة الرسمية                                             | اللغة السلوفينية، اللغة الإيطالية، لغة مجرية                  | اللغة الناورونية، لغة إنجليزية |
| العملة                                                    | يورو، تولار سلوفيني                                           | دولار أسترالي                  |
| الناتج المحلي الإجمالي (بليون دولار)                      | 48.77 مليار                                                   | 113.88 مليون                   |
| الناتج المحلي الإجمالي (تعادل القوة الشرائية) بليون دولار | 66.01 مليار                                                   | 162.98 مليون                   |
| الناتج المحلي الإجمالي الاسمي للفرد دولار أمريكي          | 20.73 ألف                                                     | 9.83 ألف                       |
| الناتج المحلي الإجمالي للفرد دولار أمريكي                 | 30.40 ألف                                                     |                                |
| مؤشر التنمية البشرية                                      | 0.880                                                         |                                |
| رمز المكالمات الدولي                                      | +386                                                          | +674                           |
| رمز الإنترنت                                              | .si                                                           | .nr                            |
| المنطقة الزمنية                                           | توقيت وسط أوروبا، ت ع م+01:00، ت ع م+02:00، أوروبا/ليوبليانا ‏ | ت ع م+12:00                    |

## منظمات دولية مشتركة
يشترك البلدان في عضوية مجموعة من المنظمات الدولية، منها:
| علم المنظمة | اسم المنظمة                   | تاريخ انضمام سلوفينيا | تاريخ انضمام ناورو |
| ----------- | ----------------------------- | --------------------- | ------------------ |
|             | يونسكو                        | 27 مايو 1992          | 17 أكتوبر 1996     |
|             | الاتحاد البريدي العالمي       | ?                     | ?                  |
|             | منظمة الشرطة الجنائية الدولية | ?                     | ?                  |
|             | الأمم المتحدة                 | 22 مايو 1992          | 14 سبتمبر 1999     |
|             | الاتحاد الدولي للاتصالات      | 16 يونيو 1992         | 10 يونيو 1969      |
|             | منظمة حظر الأسلحة الكيميائية  | ?                     | ?                  |

## وصلات خارجية
- موقع وزارة الخارجية السلوفينية